# Туркоман (кызылбаши)
Туркман на русском языке используется вариант Туркоман (азерб. Türkəmən или Türkmən eli) — одно из тюркских племен, входивших в состав племенной конфедерации кызылбашей, объединённых под главенством ордена Сефевийе.

## История
Племя туркоман, будучи в числе наиболее крупных племён, играло большую роль в Сефевидском государстве, хотя присоединилось к кызылбашскому племенному союзу позже остальных. Оно образовалось от Ак-Коюнлу или туркоманов принявших сторону Сефевидов, в основном племя баяндур. Племя туркман состояло из двух главных оймаков мосуллу и пюрнак. Орудж-бек Баят отмечал, что шахи всегда искали с ними союза посредством женитьбы. Матери сефевидских шахов Тахмасиба I, Исмаила II и Мухаммеда I происходили из оймака мосуллу. В Сефевидском государстве название туркоман было дано племенам и аймакам порнак, хаджилу, дёгер, мосуллу, находившимся ранее в подданстве у правителей Ак-Коюнлу и в дальнейшем перешедшим на службу к Сефевидам и объединённым в единое племя. Мосуллу является ничем иным, как ветвью династии Ак-Коюнлу, правившей в городе Мосул.
Выходцы из этого племени считались столпами державы в Сефевидском государстве. Так, шах Исмаил I был женат на Таджлу-ханум, дочери одного из беков мосуллу, от брака с которой родился будущий шах Тахмасп. Во внутригосударственной иерархии находились на четвёртом месте, после племён устаджлу, шамлу и афшар.
Орудж-бек Баят, посол дипломатической миссии Сефевидов ко двору испанского короля, более известный как Дон Жуан Персидский, в своём произведении так описал роль и значение племени туркоман: 
«Затем Туркоманы — из их числа выходят военачальники, принцы и генералы, так как они великие солдаты, и персидские цари всегда искали союза с ними посредством брака. Так, шах Тахмасиб женился на туркоманской принцессе».